# International Chess Committee of the Deaf
Die ICCD, das International Chess Committee of the Deaf ist der Weltschachverband für Gehörlose.
Die ICCD wurde als ICSC (International Committee of Silent Chess), am 14. August 1949 in Kopenhagen gegründet. Die offizielle deutschsprachige Bezeichnung war Weltausschuss für Gehörlosenschach. Die ICSC ist seit dem 25. April 1955 der FIDE angeschlossen. Am 1. Oktober 2012 wurde anlässlich des 31. ICSC-Kongresses die Namensänderung auf ICCD (International Chess Committee of the Deaf) beschlossen, da das Wort „Silent Chess“ (im Sinne von „Taubstummen-Schach“) heute unmodern ist und durch „Deaf“ („Gehörlos“) ersetzt wurde.
Der ICCD besteht aus 35 Landesverbänden, darunter Deutschland durch den Deutschen Gehörlosen-Sportverband und die Schweiz durch den Schweizer Schachverband für Hörbehinderte. Die ICSC ist analog dem IBCA (Blinde) und dem IPCA (körperlich Behinderte) an den Schacholympiaden startberechtigt. Die erste Olympiade-Teilnahme der ICSC erfolgte 2002, indem sie eine Weltauswahl von gehörlosen Spielern schickte. Das auf dem Verbandslogo angebrachte Leitmotto des Verbandes ist Ad augusta per angusta.
Unter der Obhut der ICCD werden folgende Meisterschaften durchgeführt:
- Einzel-Schachweltmeisterschaften der Gehörlosen in den Kategorien Herren, Damen, Junioren, Juniorinnen, Taubblinde
- Schacholympiade der Gehörlosen (Mannschaftsmeisterschaft) für angeschlossene Landesverbände in den Kategorien Herren und Damen
- Kontinentale Meisterschaften für Vereinsmannschaften wie die Schach-Europameisterschaften für Vereinsmannschaften

Die Gewinner der Einzel-Schachweltmeisterschaften in den jeweiligen Kategorien erhalten den Titel eines Internationalen Meisters der FIDE, die U-20-Teilnehmer (ICSC-Bezeichnung: Junioren, Juniorinnen) erhalten den Titel FIDE-Meister.
Teilnahmeberechtigt sind Spieler, die einen gemittelten Hörverlust von über 55 dB bei 500, 1000 und 2000 Hz haben. ICCD-Spieler, die zugleich FIDE-Großmeister sind, sind Yehuda Grünfeld und Zlatko Klarić.